# Voi non sapete
(Andrea Camilleri, Voi non sapete...)
Voi non sapete. Gli amici, i nemici, la mafia, il mondo nei pizzini di Bernardo Provenzano è un'opera di Andrea Camilleri pubblicata dall'editore Arnoldo Mondadori Editore nel 2007.

## Il contenuto del libro

### Ipizzini
Un vero e proprio dizionario di sessanta termini della mafiosità che, usando come fonte i cosiddetti "pizzini", elenca le consuetudini, la "filosofia" e la vita di Bernardo Provenzano e dei suoi fiancheggiatori, prima della cattura, avvenuta l'11 aprile del 2006, dopo una lunghissima latitanza di quarantatré anni.
In lingua siciliana i "pizzini", come ben sanno i lettori dei romanzi di Montalbano, sono dei semplici pezzetti di carta su cui si scrivono delle annotazioni.
Quello dei pizzini rappresentava l'unico geniale sistema con cui Provenzano, diffidando, dal suo punto di vista, a ragione delle tecnologie della comunicazioni spesso identificabili, e usando per sovrappiù un codice numerico, vanificando tutti i più moderni sistemi di controllo delle telecomunicazioni adottati dalla polizia, riusciva a comunicare, in modo del tutto anonimo e irrintracciabile, con i vari mafiosi locali.
Con i pizzini Provenzano riusciva a manovrare le fila degli "affari" e degli interessi di Cosa Nostra. Molti i nomi di "illustri" capi mandamento che compaiono come destinatari di quei pizzini che raccontano una sorta di storia mafiosa del "regno" criminale di Provenzano che deve ancora essere letta del tutto.

### La mafia esisteva, esiste, esisterà
Non è un caso che nel dizionario di Provenzano il termine mafia non compare, poiché egli è il creatore di una nuova struttura che non ha più nulla a che fare con l'organizzazione mafiosa precedente, quella di Totò Riina, quella della lupara, quella delle imprese clamorose a sfida dello Stato. Quella mafia non rende: alla lunga le istituzioni, se attaccate frontalmente, reagiscono e a nulla valgono più le complicità politiche.

### Convivere con la mafia
Provenzano ha conservato della mafia lo spirito, ma la sua è un'organizzazione che lavora sott'acqua dove continuano ad avere efficacia le intimidazioni, gli attentati per riscuotere il pizzo e, se proprio è inevitabile, con un razionale calcolo dei vantaggi e dei danni, gli omicidi se quando chi si astuta (spegne, uccide) è troppo pericoloso per rimanere in vita.
Ma il tutto deve avvenire sempre sotto traccia, senza clamore, senza dare troppo fastidio di modo che s'impari a convivere con la mafia, che tutti sanno non esistere, e che al più è un fastidio da sopportare in cambio di quella protezione che lo Stato non dà.
Questo agire discretamente darà modo agli spiriti caritatevoli, opportunamente stimolati, di proporre l'abrogazione dell'ergastolo e dell'articolo 41 bis del codice penale, il carcere duro, di cercare di eliminare quella mina vagante che sono gli infami, i pentiti e rendere illegale la confisca dei beni mafiosi.

### L'umile Provenzano

Foto segnaletica di Bernardo Provenzano da giovane

Foto segnaletica di Bernardo Provenzano, eseguita dopo la cattura, l'11 aprile 2006.

Una nuova mafia dunque, completamente diversa da quella praticata dal giovane animalesco Provenzano, che come Caino aveva ucciso a colpi di pietra un suo compaesano, e che poi fu soprannominato Binnu ‘u tratturi (Bernardo il trattore), da quando nel 1969 aveva falciato con la sua mitraglietta un picciotto che aveva sgarrato: ora il capo dei capi ha subito una palingenesi, una conversione totale:
(La Stampa, 5.10.2007)
è diventato un umile servitore; questo nuovo pontefice mafioso sembra quasi assumerne lo stesso titolo servus servorum Dei, servo dei servi di Dio. Ma chi è al suo servizio sa bene che sotto la pelle dell'agnello c'è un lupo e nulla deve esser fatto senza i suoi consigli.
Nel suo covo di Montagna dei Cavalli, l'ormai vecchio Provenzano uno stile di vita appartato, quasi ascetico: si nutre di verdure e minestrine si accontenta di essere un consigliere disinteressato, un uomo di pace. Veramente egli incarna il rozzo detto degli uomini d'onore: «Comannari è megghiu chi futteri».
Egli si considera il profeta di una buona novella mafiosa e ne assume un linguaggio evangelico quando dirà ai poliziotti che lo arrestano: «Voi non sapete cosa state facendo» rifacendo il verso alle parole di Cristo in croce: «Padre, perdona loro, perché non sanno quello che fanno» (Luca 23:34).

## Edizioni
- Andrea Camilleri, Voi non sapete, collana Scrittori italiani e stranieri, Arnoldo Mondadori Editore, 2007,  p. 212, ISBN 978-88-04-57511-5.
- Andrea Camilleri, M wie Mafia. Deutsch von Moshe Kahn, Rowohlt Verlag, Reinbek bei Hamburg, 2009,  p. 223, ISBN 978 3 463 40557 5.